# BBC Wales
BBC Wales (en idioma galés: BBC Cymru) es una división de la BBC para Gales. Con base en la Broadcasting House en el área de Llandaff en la ciudad de Cardiff, emplea directamente a más de 1200 personas, y produce un amplio rango de servicios de televisión, radio e Internet.
Fuera de Londres, BBC Wales es el mayor productor de televisión de la BBC en el Reino Unido, parcialmente debido a la producción de programas en idioma galés.

## Historia

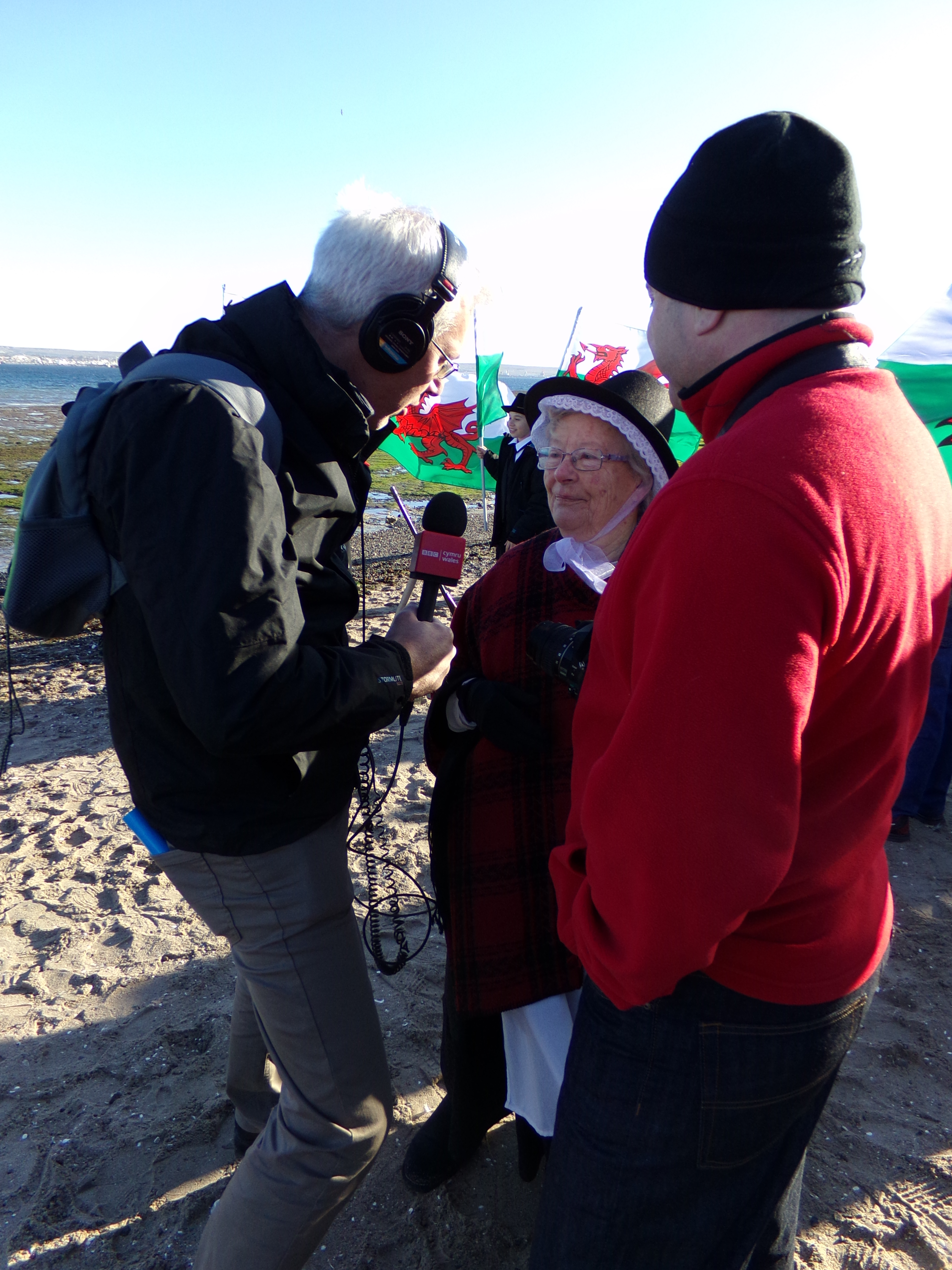
Reportero de la BBC de Gales realizando una entrevista en Puerto Madryn, Argentina por el 150° aniversario de la colonización galesa en la Patagonia.

El canal de televisión de BBC Wales se inició el 1 de febrero de 1964. En realidad la BBC ya llevaba toda una década realizando, desde mediados de los años 1950, programas de televisión en lengua galesa. Se habían establecido los primeros estudios en una antigua iglesia en Broadway, Cardiff. Los primeros programas fueron realizados y transmitidos en vivo desde un pequeño estudio temporal. En esta etapa pre-videocintas el filme era emitido en los programas desde una máquina de telecine en Bristol o Londres hasta que el telecine finalmente se instaló en Broadway. El procesamiento de los filmes para las noticias era llevado a cabo por una firma llamada Park Pictures en Cardiff hasta que el procesamiento de la BBC se instaló en Stacey Road.
Antes de 1964, BBC Wales había tenido que compartir su canal de televisión con la región suroeste de Inglaterra dado que el transmisor de Wenvoe (cerca de Cardiff) también servía a la teleaudiencia del suroeste del Reino Unido. El espacio de 20 minutos que se dedicaba a las noticias de las 6 de la tarde fue por lo tanto dividido entre Wales Today y el programa de noticias regionales destinado al suroeste de Inglaterra, Points West. La fundación en febrero de 1964 de un canal, BBC Wales, dedicado exclusivamente al País de Gales permitió la presentación de una versión más extensa de Wales Today y la transmisión por primera de una gama más amplia de programas - en inglés y galés - dirigidos al pueblo galés.

## Programas

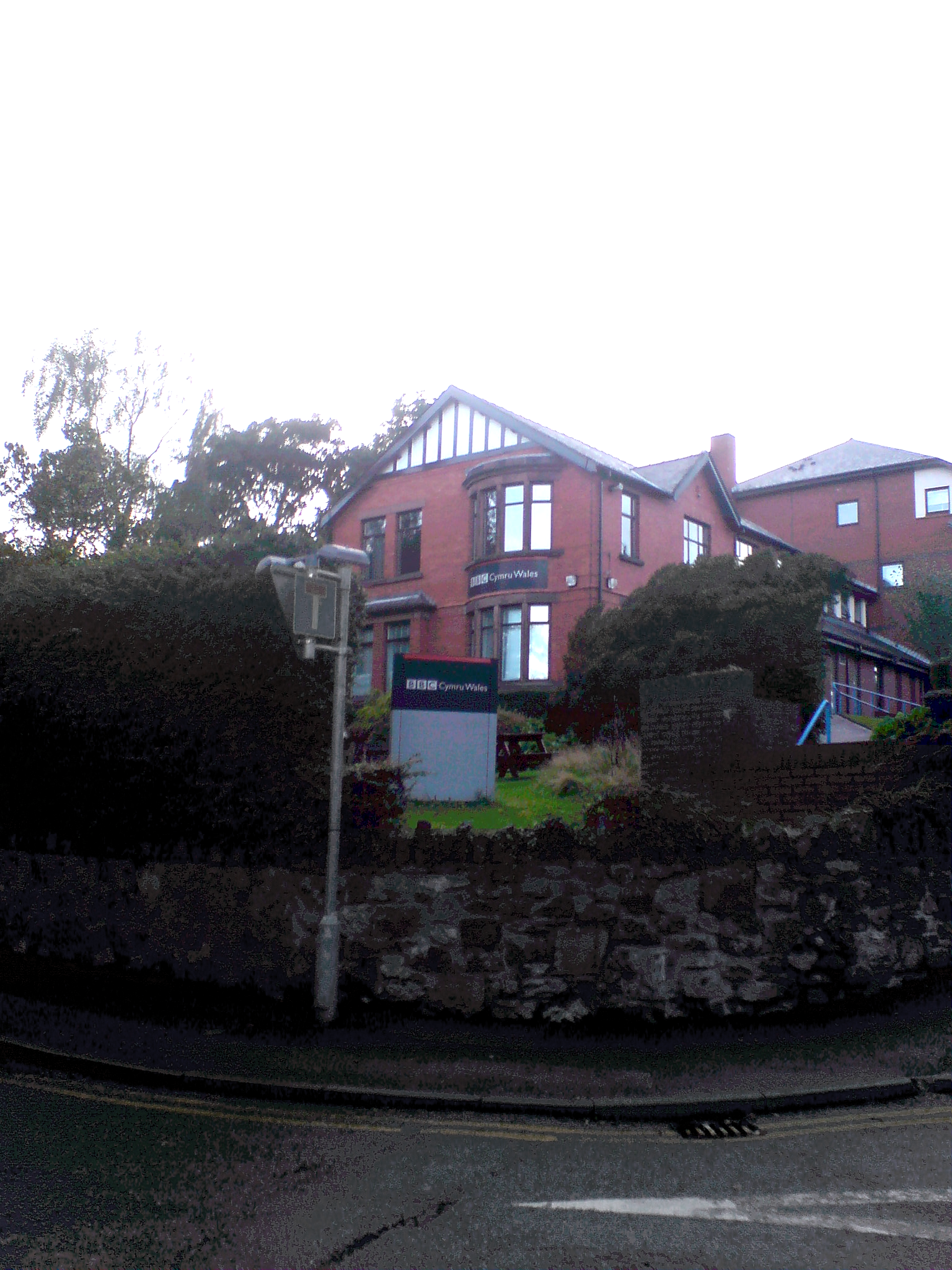
Edificio de BBC Cymru Wales en Bangor, Gwynedd, en el norte de Gales.

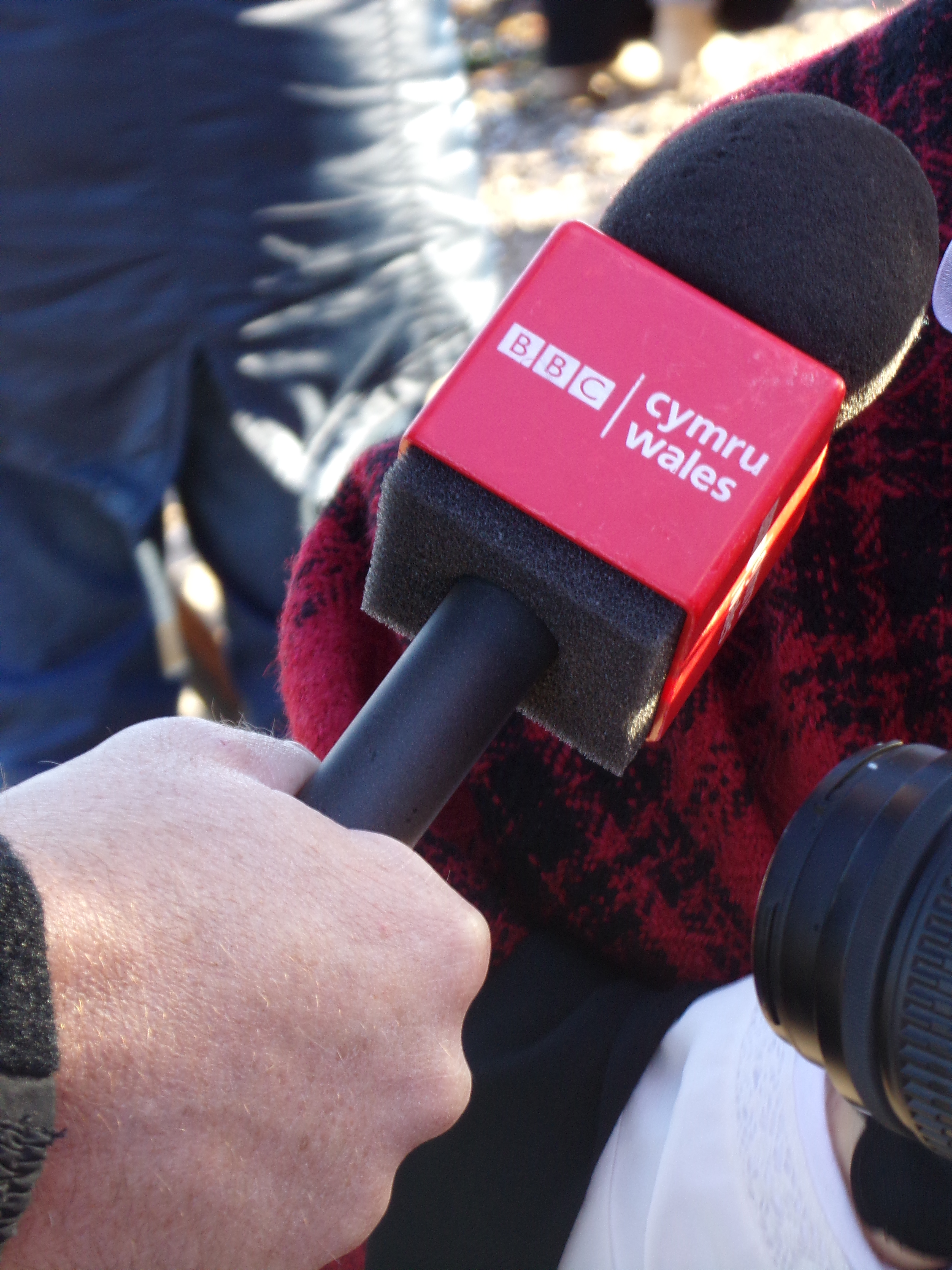
Micrófono.

BBC Wales produce programas de televisión en inglés y galés para las desconexiones de BBC One y BBC Two, además del canal en galés S4C. Su programa en idioma galés más conocido es la teleserie Pobol y Cwm, al aire desde 1974. BBC Wales también opera dos radioemisoras: BBC Radio Wales en inglés y BBC Radio Cymru, que transmite en galés y está orientada a una audiencia más joven. El noticiero regional de televisión Wales Today es el noticiero diario televisivo con más tiempo al aire en el mundo - lo cual fue confirmado por su director general, Michael Checkland, en conversación con el Cardiff Business Club. El servicio noticioso en lengua galesa Newyddion de S4C, combina noticias internacionales y del Reino Unido con noticias regionales de Gales.
Otro programa popular emitido localmente es la serie dramática Belonging, la cual hasta el 2005 había emitido seis temporadas desde 1999. Así como BBC Wales produce programas locales, también ha creado programas y series para la red del Reino Unido de la BBC, incluyendo el revival de la clásica serie de ciencia ficción de la BBC, Doctor Who y su derivado Torchwood (2006)

## Programación

### Producida por BBC Wales para emisión local
Para Gales:
- Wales Today (1962-)
- Week In, Week Out (1964-)
- Pobol y Cwm (1974-)
- Belonging (1999-)
- First Degree (2002)
- High Hopes (2002-)

Para el Reino Unido:
- The District Nurse (1984-1987)
- Border Cafe
- He Knew He Was Right (2004)
- Doctor Who (2005-)
- Doctor Who Confidential (2005-)
- The Chatterley Affair (2006)
- Torchwood (2006-)
- Torchwood Declassified (2006-)
- The Sarah Jane Adventures (2007-)

### Realizados por productoras independientes para BBC Wales
Para Gales:
- Coal House (2007-2008)

Para el Reino Unido:
- Shakespeare: The Animated Tales (1992, 1994)
- Casanova (2005)
- The Girl in the Café (2005)
- Life on Mars (2006-2007)
- Wide Sargasso Sea (2006)
- This Life + 10 (2007)
- Ashes to Ashes (2008-, refrito de Life on Mars)
- Merlin (2008)
- The Wright Taste (2008)
- Sherlock (2010-)